# كاديلاك سي تي إس في
كاديلاك سي تي أس هس نسخة عالية الأداء من سيارة كاديلاك سي تي إس. تأتي السيارة بمحرك سعة 6.2 ليتر مؤلف من 8 إسطوانات بشكل حرف في ومزود بشاحن هواء توربو قادر على توليد قوة تصل إلى 640 حصان، وتصل القوة إلى العجلات الخلفية بواسطة علبة تروس أوتوماتيكية من ثماني سرعات. سيارة السيدان هذه تنافس في أمريكا الشمالية من حيث السعر مجموعة من المنافسين وسياراتهم عالية الجودة والأداء من أمثال بي إم دبليو إم 5 ومرسيدس بنز الفئة إي وأودي أر أس6.